# Alexandre de Feras
Alexandre foi tagus (déspota) da cidade de Feras, Tessália, que governou a partir de 369 a.C. a 358 a.C. Ele era o filho do tirano Jasão de Feras, assassinado em 370 a.C..

## Ascensão
Segundo Xenofonte, ele sucedeu a Pólifron; Alexandre teria matado este para vingar a morte de Polidoro de Feras e para acabar com a tirania de Pólifron. Segundo Diodoro Sículo, ele sucedeu a seu tio, Polidoro de Feras, envenenado por Alexandre durante uma disputa sobre quem bebia mais.

## Tirania
A tirania de Alexandre fez com que os alévadas de Larissa invocassem a ajuda de Alexandre II da Macedônia, cuja intervenção foi bem sucedida; o macedônio, porém, em vez de libertar as cidades da Tessália, guarneceu-as com tropas macedônias e tomou-as para si.
Os tessálios recorreram então a Tebas. Pelópidas, que foi enviado para a sua assistência, foi deslealmente preso e jogado na prisão (368 a.C.). 
Alexandre fez uma trégua com os cidadãos de Escotussa, e, quando eles estavam reunidos em assembleia, matou todos com seus mercenários e arqueiros, massacrando em seguida os homens sobreviventes, pilhando a cidade e vendendo como escravos as mulheres e crianças. Isso ocorreu, segundo Pausânias, em 371 a.C. (no ano da 102a Olimpíada), ou, segundo Diodoro Sículo, em 367 a.C. (cálculo baseado nos arcontes de Atenas).
Foi, então, necessário enviar Epaminondas com um grande exército para garantir a liberdade de Pelópidas.
A conduta de Alexandre causou ainda uma nova intervenção. Em 364 a.C. ele foi derrotado em Cinoscéfala pelos tebanos, embora a vitória tenha custado a perda de Pelópidas, que caiu na batalha. Alexandre, após a derrota, perdeu o controle de todas as cidades da Tessália, ficando apenas com Feras, e como aliado dos beócios.
Alexandre atacou as Cíclades com navios piratas, e sitiou Pepareto. Os atenienses enviaram Leóstenes no comando da frota ateniense, porém após um ataque de surpresa de Alexandre os atenienses foram derrotados, e Leóstenes foi condenado à morte em Atenas. O comando ateniense passou para Carés, porém este evitou o combate e fez tantos atos ilegais que desacreditou a democracia ateniense diante dos seus aliados.

## Morte
Alexandre morreu assassinado por sua esposa Tebe e pelos seus cunhados, Lícofron, Pitolau e Tisífono. Foi sua própria esposa que planejou seu assassinato; ela reportara aos irmãos que Alexandre pretendia matá-los, fez Alexandre se embriagar e dormir, e praticamente forçou os irmãos a matarem Alexandre enquanto ele dormia. Um deles então pegou o pé de Alexandre, outro levantou sua cabeça pelo cabelo e o terceiro matou-o com a espada. Segundo Plutarco, sua morte foi rápida e melhor do que ele merecia, mas por ter sido o primeiro e único tirano a morrer pelas mãos de sua esposa, e como seu corpo foi vilipendiado após sua morte, ele parece ter sofrido o que seus atos ilegais mereciam. Xenofonte apresenta várias causas para o ódio da esposa contra Alexandre; em uma versão, foi porque Alexandre tinha um favorito, e a esposa pediu para ele ser solto, mas Alexandre o matou; outra versão seria que Alexandre teria procurado a esposa de Jasão, em Tebas, para se casar com ela, porque a sua esposa não tinha filhos.

## Sucessão
Segundo Xenofonte, o governo de Feras foi entregue a Tisífono, o irmão mais velho. No início, os irmãos foram aclamados como tiracinidas, mas em seguida corromperam os mercenários e se estabeleceram como tiranos, matando os opositores; para se livrar dos tiranos, uma facção dos tessálios chamada de alévadas pediu ajuda do rei da Macedônia, Filipe (mais tarde aclamado como Filipe, o Grande), que libertou a Tessália dos tiranos, o que fez com que a Tessália fosse, daí em diante, uma nação confederada de Felipe e seu filho Alexandre.